# Alfa Romeo 8C 2900
L'Alfa Romeo 8C 2900 est un modèle automobile construit dans les années 1930 par la firme italienne Alfa Romeo. Il a été décliné en deux versions :
- modèle 8C 2900A : c'est le modèle d'origine, voué à la compétition[1]. Il a été présenté au Salon de l'automobile de Londres de 1935. Basé sur un empattement de 2 718 mm, il s'appuie sur un moteur développant une puissance de 220 ch à 5 300 tr/min. Des versions modifiées ont gagné des Grands Prix (cinq en 1935 et 1936). Ils ont pris les trois premières places aux Mille Miglia de 1936, et les deux premières en 1937. La 8C 2900A a remporté les 24 Heures de Spa de 1936 ;
- modèle 8C 2900B : il s'agit de la déclinaison grand tourisme de la 2900A[1]. Présentée en 1937 avec deux empattements (Corto à 2 799 mm et Lungo à 3 000 mm), elle réduit le taux de compression du moteur à 5,75/1, ce qui entraîne une diminution de la puissance à 180 ch à 5 200 tr/min. Des roues de 19 pouces avec des freins à tambour hydrauliques remplacent les 17 pouces (432 mm). Quarante-deux châssis de 2900B ont été construits en 1937, 22 en 1938 et 1 en 1941. Ces châssis ont été carrossés par Carrozzeria Touring, Pininfarina et Vittorio Jano Carrocería.

## Description générale

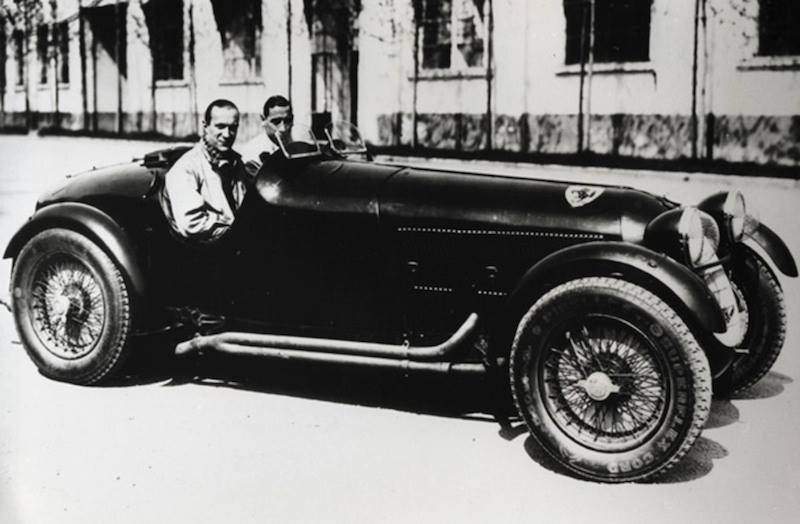
L'Alfa Romeo 8C 2900A au Mille Miglia 1936

Le châssis de cette voiture, certainement le meilleur de son époque, était très avancé techniquement.
Elle est dotée d'un huit cylindres en ligne de 2 905 cm3, tout en alliage, à double arbre à cames en tête et culasse hémisphérique, deux carburateurs Weber et une suralimentation assurée par deux compresseurs Roots. En réalité, ce moteur est constitué de deux blocs de quatre cylindres rendus solidaires par une culasse et un vilebrequin uniques, le synchronisme étant obtenu par un train d'engrenages placé au centre, entre chaque groupe de cylindres. Sa puissance maximale peut atteindre 225 ch.
La 8C 2900 bénéficie également d'une suspension moderne à quatre roues indépendantes avec ressorts hélicoïdaux et amortisseurs hydrauliques ainsi que d'une boîte de vitesses accolée au pont arrière.

## Modèle 2900B

### Contexte
Lorsque l'Alfa Romeo P3, dont le moteur était dérivé de la 8C de 2,3 litres, arriva en fin de carrière lors du Grand Prix automobile d'Italie 1936, on assista au renversement d'une longue tendance historique. En dépit des efforts de Tazio Nuvolari, un des plus grands pilotes de tous les temps, les Alfa s'avérèrent incapables de dominer les Flèches d'Argent, équipes allemandes de Mercedes et Auto Union, qui raflèrent toutes les récompenses. L'usine décida alors de consacrer à nouveau tous ses efforts à la compétition dans la catégorie des voitures de sport.

### Caractéristiques techniques
Les moteurs de type B furent réalésés à 2,9 L, équipés d'un double turbocompresseur et installés dans un nouveau châssis sophistiqué spécialement mis au point par l'usine.
Ce modèle, dispose d'une boite à quatre rapports et d'une suspension à quatre roues indépendantes donnant une excellente maniabilité, particulièrement dans la version à empattement court. Avec sa carrosserie légère privilégiant l'aluminium et sa puissance de 180 ch, la 2900B constitua la révélation de l'année 1937.
Dotée d'une excellente suspension et d'accélérations fantastiques, surtout aux vitesses élevées où ses concurrents commençaient à s'essouffler, la 2900B bénéficiait d'une remarquable tenue de route. La vitesse de pointe s'établissait de 193 à 225 km/h pour les modèles les plus légers, comme ceux qui rafflèrent les trois premières places aux Mille Miglia de 1938. Ces modèles, technologiquement très avancés et très onéreux, furent sobrement carrossés en version spider ou coupé par la firme Touring de Milan.
Les 2900B comptent parmi les voitures classiques les plus rares et les plus recherchées puisque Alfa produisit moins de quarante exemplaires de ce modèle.